# Věrdunk
Věrdunk, též věrduňk, věrdung, latinsky ferto nebo ferton, byla středověká jednotka hmotnosti, užívaná v zemích střední Evropy asi od 12. do 16. století. 

## Etymologie názvu
Slovo pravděpodobně vzniklo z německého Vier-dung (ve významu čtvrtka něčeho), také Firdung nebo Viertel. Správný český ekvivalent termínu je čtvrtka', staročesky také čtvrtce.
Věrdunk měl rozdílnou míru podle materiálu, k němuž se vztahoval, lišil se i podle měst a  zemi, ve kterých se užíval. Na tržištích byl častým zdrojem sporů, a proto byl nahrazen novou soustavou. 

## Materiály a přepočty

### Drahé kovy a mince
- Čechy:

1 věrdunk stříbra = 1/4 hřivny 63,285 gramu = 15 grošů pražských, 1 groš = 12-14 haléřů
- Polsko a Litva:

1 wiardunek (ferto polonialis) = 1/4 hřivny = 12 grošů polských

### jiné materiály
- 1 věrdunk = 1/4 libry
- 1 věrdunk vosku = 0,5 kg
- čtvrť (věrduňk) = 128,448 g[4]